# Valle de Cedrón
El  valle de Cedrón o valle de Kidron (hebreo : נחל קדרון‎, Naḥal Qidron; en árabe : wādī al-juz, وادي الجز‎, Wadi al-Joz) es un valle situado en Israel, concretamente entre Jerusalén y el monte de los Olivos y es un sitio mencionado frecuentemente en la Biblia. En la parte inferior del valle hay un río que da el nombre al valle, aunque este no transcurre todo el año (alrededor de 9 meses al año), si bien se dan en ocasiones lluvias torrenciales en el período invernal. El río ha formado el estrecho canal del monte Scopus (818 m) y del monte de los Olivos (808 m).

## Descripción

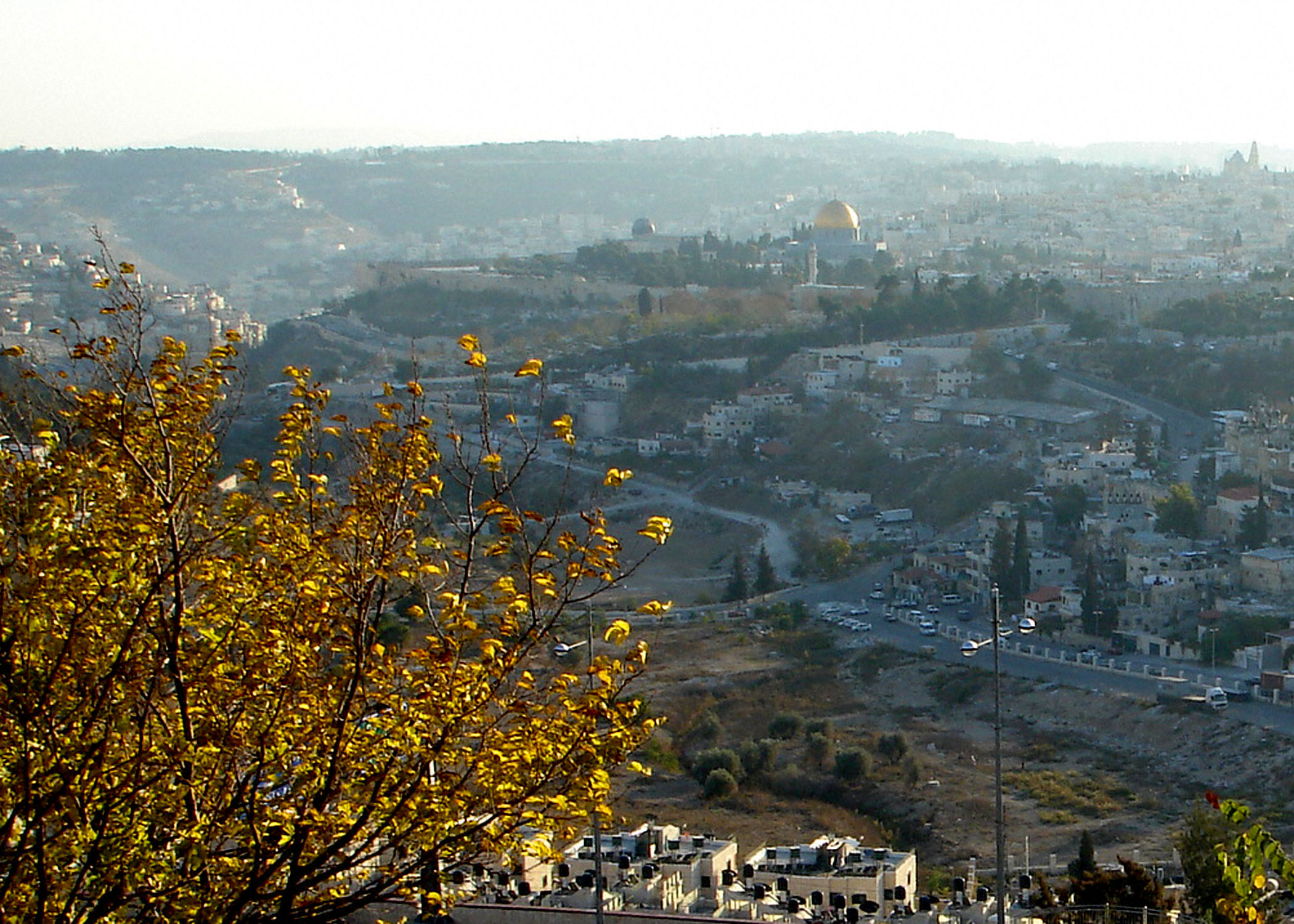
La Ciudad Vieja de Jerusalén, con vistas al valle de Cedrón.

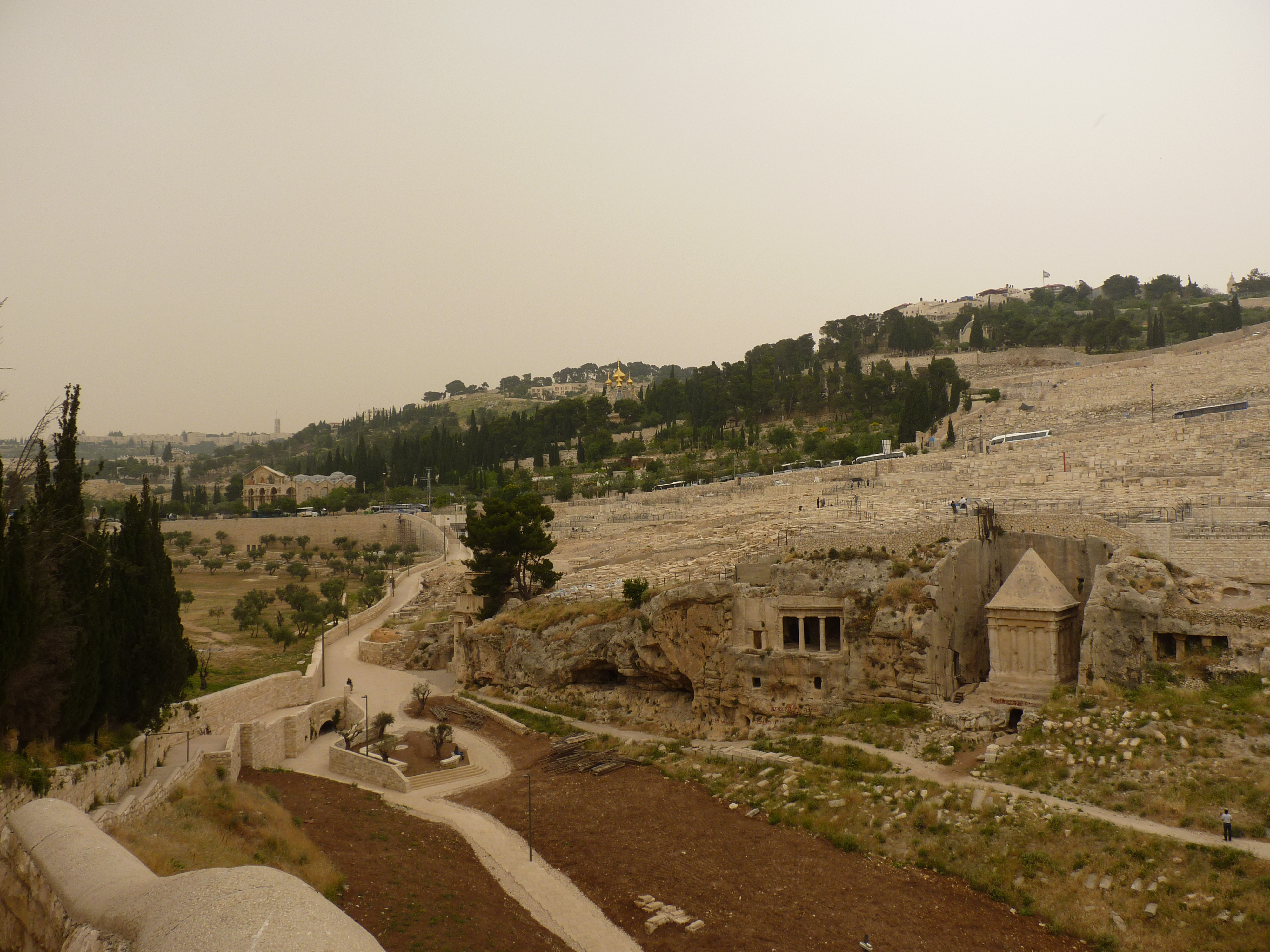
Las tumbas rupestres del valle de Cedrón (izq.-der.): tumba de Benei Hezir, tumba de Zacarías y Yad Avshalom.

El valle de Cedrón se extiende desde la parte oriental del muro de Jerusalén entre el monte del Templo y el de los Olivos. Transcurre en dirección este hasta el desierto de Judea y el mar Muerto. La colonia israelí Kedar se sitúa en una colina sobre el valle. A veces, el agua del manantial de Gihon desemboca en el valle, si bien este último se redirigió al túnel de Ezequías para abastecer a Jerusalén.

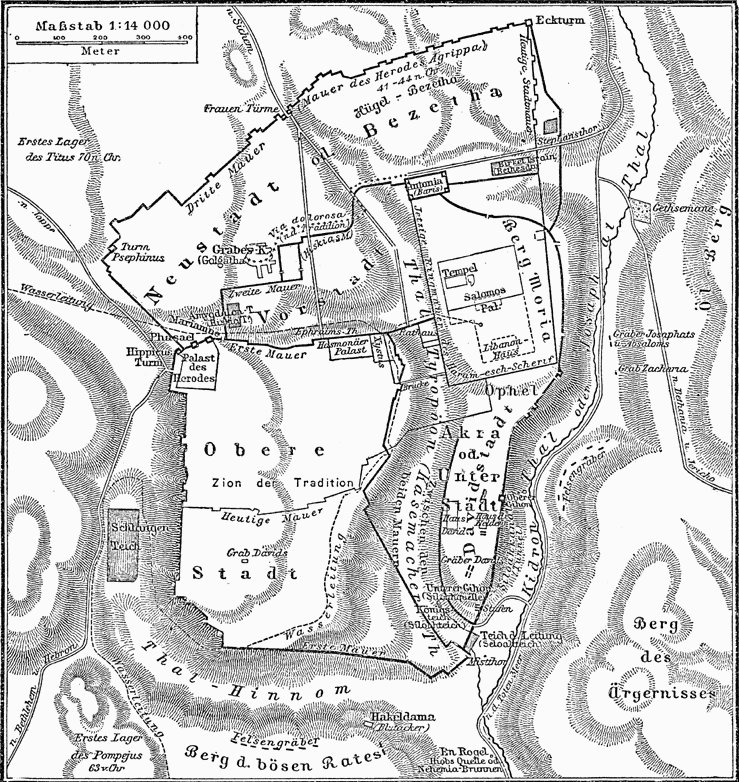
Mapa histórico de Jerusalén con el valle de Cedrón (Kidron) al este de la ciudad.

En tiempos de Jesucristo el valle de Cedrón era mucho más profundo que en el siglo XXI, aprox. 20 metros, posiblemente obra de los romanos.
Con los siglos el valle de Cedrón se convirtió en un sitio de entierro. Durante el período helenístico en el siglo I, se erigieron magníficos monumentos funerarios que aún se pueden apreciar. Desde la Edad Media, la tradición religiosa sitúa tres de las tumbas de relevantes personajes de la historia en el valle: Absalón, hijo maldito del rey David ; Santiago, pariente de Jesús y primer obispo de Jerusalén, y Zacarías, padre de Juan Bautista.
El Evangelio menciona el sitio "donde Jesús se retiraba frecuentemente con sus discípulos".
En el valle se encuentra la iglesia ortodoxa del Sepulcro de María.